# Blästring (glas)

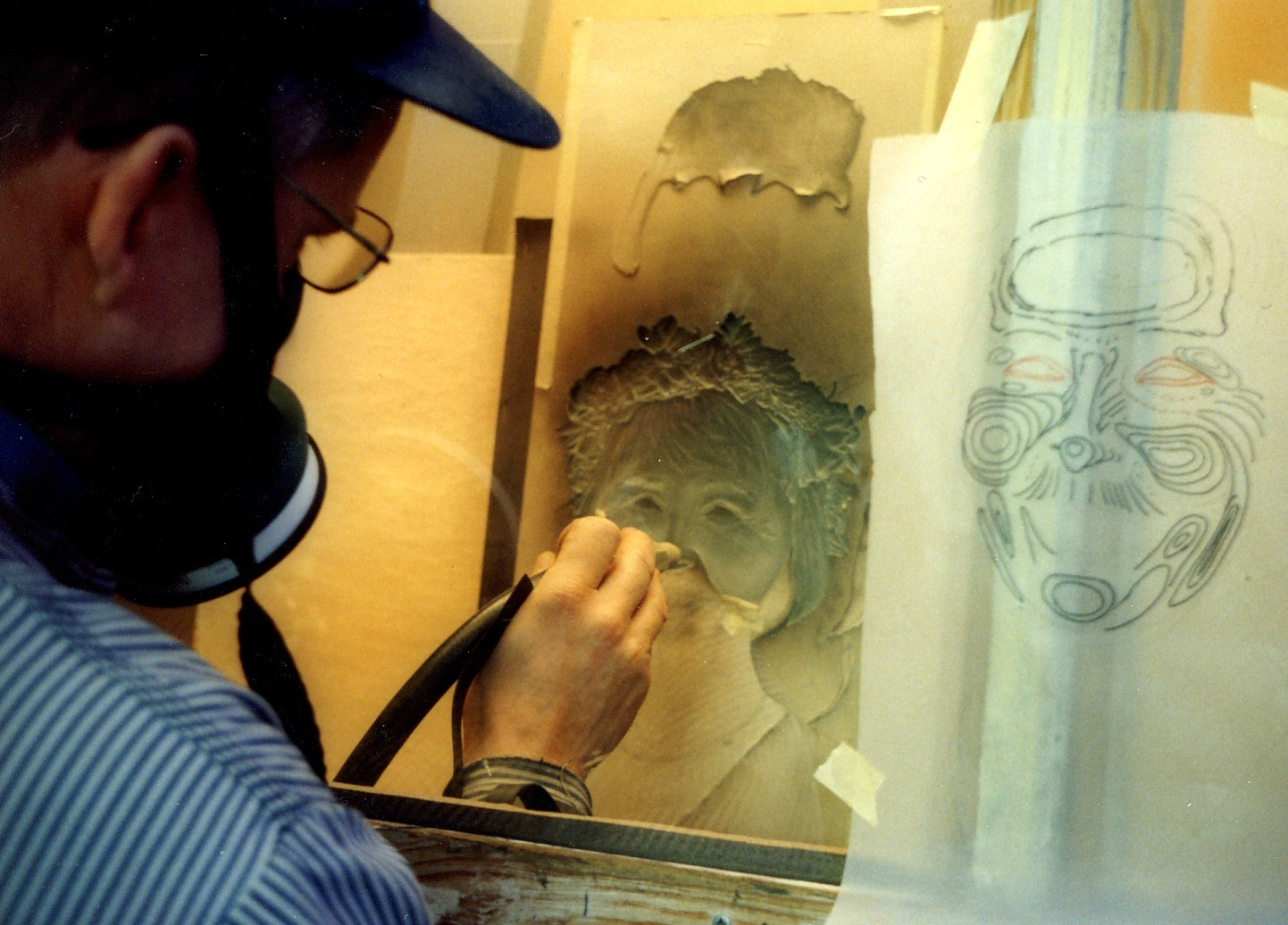
Djupblästring av ett porträtt i dragskåpet.

Blästring, eller ytblästring av glas innebär att man sprutar blästersand med högt tryck mot glaset. På så sätt skapar man en matt yta. De ställen som inte ska bli matta skyddas med tejp, självhäftande folie eller schabloner. Vid blästring använder man ett dragskåp med luftutsug. Blästraren skyddar sig mot damm med en friskluftsmask. Beroende på vilket tryck och vilken sorts blästersand (till exempel garnet (granater), aluminiumoxid eller kiselkarbid) man använder, blir det olika resultat. Ju finare sand, desto lenare yta. Man kan variera trycket och få fram en "airbrush"-liknande effekt så att ytan inte blir helt vit.
En variant av blästring är den så kallade reliefblästringen eller djupblästringen. Man använder då ett tjockt glas, 10-20 mm och mer för att kunna blästra på djupet, det gör att man kan arbeta fram en tredimensionell bild. Man använder schabloner i flera steg eller arbetar på fri hand. Om man arbetar med schabloner, tar man bort detaljer i omgångar mellan blästringarna. Man kan använda alla sorters material på glaset som håller emot trycket från blästersanden, till exempel hönsnät, metalltråd, lim eller gummifolie. Där finns en hel del professionella knep, men det är ofta blästrarens lilla hemlighet. Det är lätt hänt att man blästrar för djupt, eller helt genom glaset och felblästringar går sällan att rätta till. Arbetet måste då börjas om från början. En av de få svenska glaskonstnärer som behärskar den svåra konsten att djupblästra glas är Peter Sitell.